# Breitohrfledermaus
Die Breitohrfledermaus (Nyctinomops laticaudatus) ist eine Fledermausart aus der Familie der Bulldoggfledermäuse, welche in Nord- und Südamerika beheimatet ist. Der Name setzt sich aus dem Griechischen Nyctinomops (bedeutet so viel wie „Tier, das nachts frisst“) und dem lateinischen latis und caudata (=„langer Schwanz“) zusammen. Ein Synonym ist Tadarida laticaudata (man beachte die weibliche lateinische Endung für diese Gattung).

## Beschreibung
Die Breitohrfledermaus ist kleiner als die Peale- (Nyctinomops aurispinosus), die Taschen- (Nyctinomops femorosaccus) und die Große Freischwanzfledermaus (Nyctinomops macrotis).
Die Fellfarbe ist schokoladenbraun mit einem helleren Bauch. Die Haare des Bauchfells weisen eine helle Spitze auf. Die Flughaut ist nicht behaart und leicht durchscheinend. Die Ohren sind groß, abgerundet und auf dem Kopf an den inneren Ecken miteinander verbunden. Der Tragus ist kurz und quadratisch. Der Oberschenkel und der obere Teil des Unterschenkels sind bauchseitig von einer Hautfalte bedeckt, die sich von der Geschlechtsregion bis zum unteren Drittel des Unterschenkels zieht. Die Schnauze ist spitz und nach oben gerichtet, die Unterlippe weist tiefe Falten auf, die über die Unterlippe reichen. Die Nasenlöcher sind jeweils von einer röhrenförmigen Hautfalte umgeben. Der Unterkiefer ist im Vergleich zu den meisten anderen Bulldoggfledermäusen länger und fragiler. Die Gesamtlänge dieser Art liegt bei durchschnittlich 102 mm, die Unterarmlänge bei 43 mm und das Gewicht bei 11,3 g.

## Lebensweise
Die Breitohrfledermaus kommt in verschiedenen tropischen und subtropischen Lebensräumen vor, unter anderem in Regenwald, Nebelwald, in Buschland, Mangrovenwäldern, Savannen und Sümpfen. Die Tiere sind wie die meisten Fledermäuse nachtaktiv. Sie ernähren sich von Insekten, hauptsächlich von Käfern und Nachtfaltern. Tagsüber versteckt sich die Art in Höhlen, Felsspalten, Gebäuden und Mauern. Auf Kuba wurde eine Kolonie zwischen zusammengepressten toten Blättern der Palmenart Copernicia vespertilionum entdeckt. Die Kolonien erreichen je nach Standort eine Größe von bis zu 1.000 Individuen. Dabei stehen die Tiere in engem Körperkontakt zueinander und kommunizieren mit tschirpenden Rufen. Den Hangplatz teilt sich die Breitohrfledermaus gelegentlich mit anderen Fledermausarten wie der Jamaika-Fruchtfledermaus (Artibeus jamaicensis), Artibeus lituratus, dem Gemeinen Vampir (Desmodus rotundus), Eumops glaucinus, Mormopterus minutus, dem Schwarzen Mausohr (Myotis nigricans), Natalus stramineus, der Peale- und der Taschen-Freischwanzfledermaus, Pteronotus parnelli und der Mexikanischen Bulldoggfledermaus (Tadarida brasiliensis).
Bekannte Fressfeinde der Breitohrfledermaus sind die Schleiereule (Tyto alba), die Styxeule (Asio stygius) und Schlankboas (Gattung Epicrates).

## Fortpflanzung
Die Weibchen sind saisonal monoöstrisch, wobei der Eisprung während der Regenzeit stattfindet. Auf der  Yucatán-Halbinsel (Mexiko) sind die Weibchen zwischen April und Ende Juni trächtig, auf Kuba zwischen Juni und Juli. Jedes Weibchen bringt jeweils nur ein einziges Jungtier pro Jahr zur Welt. Neugeborene wiegen etwa ein Viertel eines ausgewachsenen Tieres (2,8 bis 3,1 g) und werden ohne Fell, jedoch mit borstenähnlichen Haaren an Schnauze und Füßen geboren. Während der Geburt sind Ohren und Augen geschlossen, öffnen sich aber bereits ein paar Stunden danach.

## Verbreitung und Lebensraum
Die Breitohrfledermaus ist im gesamten Verbreitungsgebiet mit Ausnahme der Yucatán-Halbinsel relativ selten. Die Art kommt vom Süden Mexikos bis Norden Argentiniens sowie auf Kuba vor, wobei sie für Nicaragua und Costa Rica nicht nachgewiesen ist. Die Art wird von der IUCN dank der weiten Verbreitung als ungefährdet eingestuft.